# Израильское управление телерадиовещания
Израильское управление радиовещания (ивр. רָשׁוּת השׁידוּר‎ — «Рашут ха-шидур», англ. Israel Broadcasting Authority, IBA) — израильская вещательная организация, вещавшая с 1947 до 15 мая 2017 года.

## История

### PBS (1936—1948)
В марте 1936 года была создана Палестинская телерадиовещательная служба (Palestine Broadcasting Service, PBS, «Рашут ха-шидур ха-палестини»), 30 марта она запустила на средних волнах ивритоязычную радиостанцию Голос Иерусалима («Коль Ерушалаим»). Первая трансляция была осуществлена из студии, располагавшейся в иерусалимской гостинице «Палаз».

### Коль Исраэль (1948—1951)
В 1947 году Хагана запустила подпольную радиостанцию Голос Хаганы («Коль ха-Хагана»), 14 мая 1948 года она была переименована в Голос Израиля («Коль Исраэль»), а Голос Иерусалима была присоединена к ней. В 1950 году Коль Исраэль на коротких волнах запустила международную радиостанцию «Голос Циона Диаспоре» («Коль Цион ла-Гола»). Русская редакция (ныне самая большая уже в рамках радиостанции «Решет Клитат Алия»), была создана Виктором Граевским (известным польским журналистом, передавшим на Запад доклад Хрущёва на XX съезде КПСС) в 1958 году, и он стал её первым директором.

### Шерут ха-шидур (1951—1965)
В 1951 году радиокомпания Голос Израиля была переименована в Шерут ха-шидур (Israel Broadcasting Service, IBS, «Служба вещания»). В 1960 году израильское радио стало двухпрограммным — Шерут ха-шидур на средних волнах запустила радиоканала Решет Бет, радиостанция Голос Израиля была переименована в Решет Алеф.

### Рашут ха-шидур (1965—2017)
6 июня 1965 года IBS была переименована в Рашут ха-шидур, в том же году было введено финансирование телерадиокомпании за счёт абонентской платы. В 1968 году Рашут ха-шидур запустила первый в Израиле телеканал — Ха-телевизия ха-клалит (הטלוויזיה הכללית — «Генеральное телевидение»). В 1971 году началось глушение передач «Коль Цион ла-Гола», и это прекратилось лишь в 1988 году. В 1976 году израильское радио стало трёхпрограммным — Рашут ха-шидур на ультракоротких волнах запустила радиоканал Решет Гимель, позднее Рашут ха-шидур запустила на средних волнах арабоязычную информационно-развлекательную радиостанцию Решет Далет, а за «Голосом Циона Диаспоре» закрепилось название Решет Хей. В 1985 году арабский отдел организации был удостоен престижной премии Израиля за его особый вклад в жизнь общества и государства. В сентябре 1991 года было создано Второе управление телерадиовещания в результате чего Рашут ха-шидур лишилась монополии на теле- и радиовещание в стране (4 ноября 1993 года оно запустило Второй канал), Ха-телевизия ха-клалит был переименован в Ха-Аруц Ха-Ришон («Первый канал»). 26 мая 1991 года в Израиле на ультракоротких волнах Рашут ха-шидур запустила иноязычную радиостанцию «Решет Клитат Алия», предназначенную для репатриантов. В 2002 году был создан интернет-сайт, и с 2004 года на нём ведутся прямые передачи. В 2004 году было решено закрыть Решет Хей как отдельную радиостанцию и передавать передачи радио «Решет Клитат Алия» на коротких волнах на весь мир. Считая себя преемником PBS, «Коль Исраэль» отметил в 2006 году 70-ю годовщину со дня первого выхода в эфир. В 2008 году, с расширением Интернета не было более необходимости в коротковолновых передачах, поскольку стало возможно слушать радио с помощью компьютера, и они прекратились. В мае 2010 года была запущена версия Первого канала в стандарте разложения 1080i.

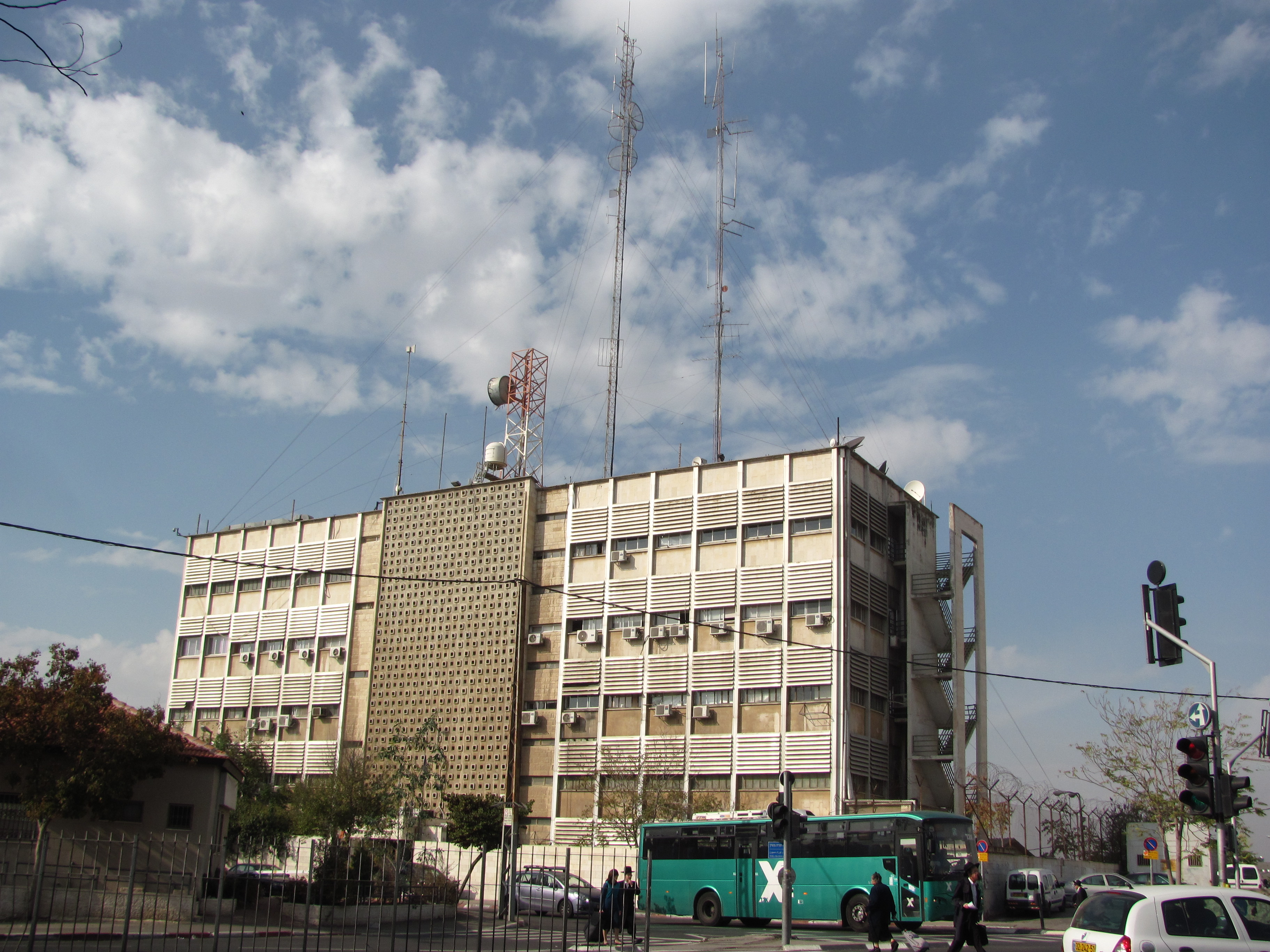
Здание Ромема. Штаб-квартира IBA в Иерусалиме.

### Закрытия
В течение последних лет множество проблем обрушилось на IBA. В 2014 году израильский парламент принял закон, по которому с 31 марта 2015 году IBA расформировывается и вместо неё будет создана другая организация, ведающая общественным вещанием (По другому взгляду на это событие, IBA будет закрыта и вновь открыта уже в реорганизованном виде.) Также планировалось, что с 31 марта будет отменён налог на телеприёмник, но впоследствии отмена была отложена. В стечении времен налог был отменён. 1 октября 2016 IBA должен был быть закрыт и вместо него должен был начать работать Таагид Ха-шидур. 19 июля 2016, Бениамин Нетанияху заявил что смена на Таагид откладывается на Январь 2018 года, за что получил критику со стороны политиков и прессы.. Позже результатом переговоров запуск Таагида был назначен раньше 2018, а именно 30 апреля 2017. Раньше был вариант досрочного запуска 1 января (позже менялось на 15 мая 2017).

## Медиа-активы

### Телеканалы
- Первый канал — информационно-развлекательный канал
  - Мабат ла-хадашот — информационная программа
- Тридцать третий канал — арабоязычный информационно-развлекательный канал

Доступны были через эфирное (цифровое (DVB-T) на ДМВ, ранее — аналоговое (PAL) на МВ), кабельное, спутниковое телевидение, IPTV и интернет.

### HD-телеканалы
- Первый канал HD — информационно-развлекательный канал в стандарте разложения 1080i.

### Радиостанции
- Решет Алеф — общая
- Решет Бет — новости
  - Мабат ла-хадашот — информационная программа
- Решет Гимель — израильская музыка
- Решет Далет — арабоязычная информационно-развлекательная радиостанция
- 88FM — авангардная музыка
- Коль амузика — классическая музыка
- Решет Клитат Алия — на иностранных языках, которые не являются государственными
- Решет Хей — радиоблок на фарси

Доступны были через эфирное радиовещание (эфирное аналоговое радиовещание на УКВ (УКВ CCIR), Решет Алеф, Решет Бет и Решет Далет на СВ), эфирное (цифровое (DVB-T на ДМВ) на МВ), кабельное, спутниковое телевидение, IPTV и интернет.

## Управление и финансирование
Управление
Рашут ха-шидур являлся израильским общественным вещателем, автономным от государственных органов с 1947 по 2017. Деятельность была основана на Законе о «Рашут ха-шидур» 6 июня 1965 года.
Финансирование
Финансировался преимущественно за счёт налога собираемого с каждого домохозяйства, которое имеет телевизор. (Причём телевизор мог и не использоваться для просмотра общественного телевидения, а только для кабельного, спутникового и для просмотра видеозаписей.) По состоянию на 2014 год налог составлял 345 шекелей (100 долларов) в год.
Штаб-квартира
Вещало из Иерусалимского дома радио на Яффской улице.